# Jardín de topiaria de animales verdes
El Jardín de topiaria de animales verdes en inglés: Green Animals Topiary Garden, es un arboreto y jardín botánico, de 7 acres (28,000 m²) de extensión especializado en trabajos de topiaria siendo el jardín de este tipo más antiguo y más al norte de los Estados Unidos.
Está administrado por la sociedad "Preservation Society of Newport County" en Portsmouth, Rhode Island.

## Localización
La finca tiene vistas a la "Narragansett Bay".
Green Animals Topiary Garden, Portsmouth, Newport county, RI 02881 Rhode Island United States of America-Estados Unidos de América
Planos y vistas satelitales.41°36′0.03″N 71°16′28.63″O / 41.6000083, -71.2746194
Está abierto diariamente.

## Historia
La pequeña casa de campo en Portsmouth fue adquirida en 1872 por Thomas E. Brayton (1844-1939), era el tesorero de la "Union Cotton Manufacturing Company" en las cercanías de Fall River (Massachusetts) y que estaba buscando un lugar de veraneo en el campo. Consistía en un terreno de 7 acres (28,000 m², con una residencia de verano hecha de tablillas blancas de madera, dependencias de la granja, una zona de pastos y un huerto. La casa victoriana principal daba a la bahía de Narragansett.
El jardinero era Joseph Carreiro, superintendente de la propiedad desde 1905 hasta 1945 quién poco a poco la transformó en un museo de escultura viva. Carreiro fue contratado para diseñar y mantener los jardines ornamentales y los cultivos de verduras comestibles como parte de una finca autosuficiente. Además de la plantación de árboles frutales, praderas perennes, hierbas y huertas, Carreiro experimentó con algunos arbustos de crecimiento rápido creando formas únicas. Los primeros topiarios se iniciaron en el invernadero de la finca en 1912 y más tarde se trasladaron al exterior.
El señor Brayton murió en 1939 y su hija Alice Brayton fijó su residencia permanente en 1940. Joseph Carreiro fue asistido por su yerno, George Mendonca. Ambos jardineros fueron responsables de la creación de los jardines ornamentales. Mendonca, el hijo de un ingeniero agrónomo y productor de leche, fue contratado para hacer reparaciones en el jardín Brayton después de un huracán que los dañó en 1938. Mendonca se casó con la hija de Carreiro, Mary, y juntos vivieron en los terrenos con vistas a la bahía de Narragansett.
Tanto George como Mary Mendonca murieron con menos de un día de diferencia.
Mary el 1 de febrero de 2011 y George el 2 de febrero de 2011.
La srta. Brayton llamóa la finca "Green Animals", debido a su trabajo competente. Cada topiaria individual se realizó a mano y entrenado con la técnica tradicional. Esto llevó décadas. Hoy en día, las topiarias modernas a menudo están moldeadas en un marco de metal o un enrejado para acortar el tiempo de la transformación que se lleva a cabo. Fue bajo su dirección que fue creada una colección de 30 esculturas florales de animales. Durante cinco décadas de atención de Mendonca, el jardín se convirtió en un destino hortícola.
Daños adicionales se produjeron en 1954 por un huracán. La jirafa perdió la cabeza y el cuello. Fueron necesarios cinco años para volver a rehacerla con un cuello más corto.
La finca fue anfitrión de una fiesta de presentación de Jackie Bouvier durante la temporada 1947-1948. Ella se casó con el presidente John F. Kennedy. Su padrastro residía en las cercanías de Newport y ellos se casaron en una iglesia local. La finca recibió otros dignatarios en los últimos años como Mamie Eisenhower, esposa del presidente Dwight Eisenhower.
A su muerte en 1972, a la edad de 94, la señorita Brayton donó la finca "Green Animals" a la Sociedad de Preservación del condado de Newport ("The Preservation Society of Newport County"). Mendonca mantuvo la gerencia de los terrenos hasta su jubilación en 1985.
Cada año, Green Animals acoge una fiesta infantil, que atrae a cerca de 1000 personas.

## Colecciones
Contiene una gran colección de esculturas florales, incluyendo ochenta árboles esculpidos. Los favoritos incluyen osos de peluche, un camello, una jirafa, un avestruz, un elefante y dos osos hechos de esculpido ligustro California, tejo, y boj inglés. También hay piñas, un unicornio, un reno, un perro y un caballo con su jinete. 
Hay más de 35 parterres formales, caminos con formas geométricas, rosaleda, cenador emparrado, árboles frutales, jardines de vegetales y de hierbas. 
Un invernadero es ampliamente utilizado para proporcionar plantas utilizadas en la finca. The Victorian Brayton casa museo 1859 contiene una pequeña muestra de juguetes de niños de época y los muebles originales de la familia. Lechos de cultivo para dalias y verduras premiadas, que data de alrededor de 1915, alineados en los muros. La tienda de regalos. 
Los jardines ornamentales más antiguos se iniciaron a partir de boj (Buxus sempervirens) plántulas en 1912 con forma realizadas en ligustro de California (Ligustrum ovalifolium). El boj se utiliza más comúnmente para topiaria que el ligustro, excepto en "Green Animals". El boj es un arbusto nativo de hoja pequeña densa siempreverde, con oscuro follaje verde brillante. De crecimiento lento y tolerantes a la sombra. El follaje no siempre se adapta a los climas del norte pues el follaje interno es herido por las bajas temperaturas. El boj en la finca sufre de una infección por hongos atribuida a un sistema de riego que ha dejado el suelo alrededor de los arbustos de boj demasiado húmedo durante demasiado tiempo. Las formas geométricas en el jardín están hechas de madera de boj. Las nuevas variedades se están probando para reemplazar a las antiguas.
Las topiarias realizadas en la década de 1940, se siguieron realizando de ligustro California. "Privet" es un arbusto de hoja semiperenne que está creciendo rápidamente con hojas de color verde oscuro, elípticas. Fue utilizado, ya que produce resultados relativamente rápidos. Ya que era una residencia de verano, no fue una preocupación que tuviera hoja caduca y pierde sus hojas en el otoño. Requiere poda regular y el mantenimiento incluyendo poda a mano semanal. Algunos soportes metálicos de conservación se han colocado discretamente dentro de las formas para proporcionar estabilidad con el viento y la nieve.
Las nuevas topiarias están hechas de tejo Inglés (Taxus baccata) una robusta hoja aguja perenne que requiere poda sólo una o dos veces al año. Sin embargo, densa, el hábito muy ramificado del tejo es más difícil de manipular. Las formas geométricas en el jardín son de madera de boj, que es perenne y no tiene detalles también.
En los caminos y en las plantas cerca de la casa y de la entrada son más formales y luego nuevas áreas de la finca. Hacia la entrada las plantaciones clásicas son características. Las áreas desarrolladas en la década de 1970 tienen topiarias de forma libre más contemporáneos.
Los terrenos también disponen de un pequeño huerto, un jardín de flores cortadas, una huerta de verduras, un cenador con calabazas y un damasco Rosaleda. Las verduras de la huerta están cultivadas dentro de un programa agrícola comunitario y el producto es utilizado por el banco de alimentos de Rhode Island. 
En el invernadero se inician las floraciones de las plantas en enero y febrero. Las verduras se inician en marzo. Las plántulas se mueven a una serie de "marcos fríos" en los próximos meses. A diferencia de la mayoría de los marcos fríos, los marcos de enraízamiento no son de madera. Los marcos fríos son de zapatas de hormigón vertido por debajo de la línea de congelación. Fueron diseñados por Alice Brayton

## Documental
Fast, Cheap, and Out of Control es un documental de 1998 de Errol Morris. Un área de la película se centra en la obra de George Mendonça en Green Animals.e

## Encargados del jardín
Joseph Carreiro, superintendente de Green Animals, 1905–1945
George Mendonça, superintendente de Green Animals 1950-1985
Ernest Wasson, Director de los terrenos, 1985–1990
Crisse Genga, Director de los terrenos, 1990 a 2002
Mary Ann Von Handorf, jardinero 1988-2002
Director de los terrenos, 2002–2003
Eugene Platt, jardinero 2002–presente
James Donahue, horticultor, 2004 – presente